# Традиционална музика
Традиционална музика (народна, изворна, фолклорна, музички фолклор) је жанр музике који је заступљен у свим дијеловима свијета. Сваки народ у оквиру своје традиције његује своју традиционалну музику, а свака од њих представља идентитет једног народа. Пјесма се прожима кроз све животне активности, најчешће се пјева при раду или на окупљањима. Захваљујући глобализацији, етно музика је у експанзији. Појавом различитих музичких жанрова долази до стварања бројних субжанрова, повезивањем и мијешањем различитих традиција. Традиционална музика обухвата више категорија музике, од изворних музичких облика до модерних музичких праваца надахнутих традиционалном музиком.
На енглеском израз «фолк музика» (енгл. folk music) потиче из 19. века као израз за музички фолклор. Дефинише се на више начина — као музика која је обично једноставног карактера и чији је аутор непознат, а која се у народу преноси усменим путем, или као музика познатих композитора која је постала део фолклорне традиције у некој земљи или региону. Од средине 20. века израз фолк музика или модерна народна музика (енгл. Contemporary folk music) се користи да опише савремену музику у стилу традиционалне фолклорне музике.